# Antefiks
Antefiks (lat. antefigere, 'spredaj pritrjen') je čelna opeka oziroma navpični element kot zaključna ploščica na opečnati strehi. V velikih stavbah je bilo čelo antefiksa kamnito in bogato izrezljano, pogosto z ornamentom palmete. V manjših zgradbah so antefiks oblikovali iz keramike, običajno iz terakote, in so bili okrašeni z liki ali drugim okrasjem, še posebej v rimskem obdobju. Iz tega obdobja so jih našli na številnih velikih zgradbah, tudi na zasebnih hišah.
Antefiks  se je pojavil na daljših straneh običajno takrat, ko v arhitekturi ni bila uporabljena bočna sima, na ožjih straneh so jih našli pri dvokapnih strehah samo na etruščanskih templjih. Grški antefiksi so bili narejeni po možnosti iz marmorja v obliki palmete, figurativni primeri so razmeroma redki. Na starem italijanskem ozemlju prevladujejo različice iz gline, posebej terakote. Izbira teme je zelo različna: glave mitoloških bitij ali bogov, (Meduza, menade, satiri in Junona), trupla živali (lev, jeleni), prikazni in hibridna bitja (Kentaver).
- Etruščanski antefiks iz Cerveterija, 6. st. pr. n. št.
- Položaj antefiksa na strehi
- Klasicističen antefiks na hiši v Atenah
- Etruščanski antefiks v obliki mitološkega Silena. Walters Art Museum, Baltimore